# Collegium Carolinum (Braunschweig)
Das herzogliche Collegium Carolinum wurde auf Initiative des Theologen Johann Friedrich Wilhelm Jerusalem und mit Genehmigung des Herzogs Karl von Braunschweig-Lüneburg in Braunschweig gegründet und am 5. Juli 1745 eröffnet. Jerusalem war im Sommer 1742 in den Dienst des Herzogs eingetreten, um die Erziehung des jungen Erbprinzen Karl Wilhelm Ferdinand sowie das Amt des Hofpredigers zu übernehmen. Bald legte er dem Herzog erste Pläne für eine neuartige Bildungseinrichtung vor, die der Herzog umsetzen ließ.

## Geschichte
Bis zur Neugründung erfolgte die schulische Ausbildung in der Klosterschule zu Marienthal bei Helmstedt. Diese war zum einen baufällig geworden und zum anderen waren Ende 1742 die beiden bisherigen Lehrkräfte verstorben, so dass nur eine Renovierung oder eine Neugründung einer Bildungseinrichtung in Betracht kam. Die bisherige Schule bot zwölf Schülern bei freier Kost und Logis Platz. Dem Herzog, dem eine Verlegung nach Braunschweig entgegenkam, wurden mehrere Entwürfe vorgelegt. Er folgte weitgehend den Vorschlägen Jerusalems. Jerusalem kritisierte an den bisherigen Lateinschulen zum einen, dass sie sich weitgehend auf das Erlernen der sprachlichen Grundlagen des Lateinischen und Griechischen beschränkten und daher nicht angemessen auf den Besuch der Universität vorbereiteten, zum anderen, dass sie ausschließlich auf die Heranbildung zukünftiger „Gelehrter“, also Akademiker, ausgerichtet seien und die Bildungsbedürfnisse aller anderen, für die Gesellschaft ebenso nützlichen Berufe vernachlässigten. Die von ihm konzipierte Bildungsanstalt sollte daher, auf dem Anfangsunterricht der Gymnasien in den alten Sprachen aufbauend, den Schülern vielfältige Bildungsangebote machen und Unterricht nicht nur in lateinischer und griechischer Sprache und Literatur (den Humaniora), Religion und Geschichte, sondern auch in Philosophie, juristischer Propädeutik, angewandter Mathematik und Mechanik, modernen Fremdsprachen, Zeichnen, Musik, Tanzen und Fechten anbieten. Damit orientierte sich dieses „Gymnasium illustre“ oder „academicum“ an den Ritterakademien, war aber im Gegensatz zu diesen nicht auf Angehörige des Adels beschränkt. Es sollte durch eine solide Allgemeinbildung sowohl auf ein akademisches Studium als auch auf das Erlernen gehobener nichtakademischer Berufe vorbereiten.
Der Herzog bewilligte diese Pläne, so dass das nach ihm benannte „Herzogliche Collegium Carolinum“ in Braunschweig am Bohlweg errichtet wurde. Es wurde hierfür ein bestehender Gebäudekomplex ausgewählt, der sich nördlich des Hagenscharrn befand. Es war das bürgerliche Grundstück mit den Nummern 2096 und 2097. Dieses war 1671 von der Regierung angekauft und als Kommandantenhaus genutzt worden. Als Kuratoren fungierten Johann Friedrich Wilhelm Jerusalem und Johann Lorenz von Mosheim. Jerusalem verfasste Werbeschriften für die neue Institution, die teilweise ins Englische und Französische übersetzt wurden, so dass das „Collegium Carolinum“ über die Grenzen des Herzogtums hinaus auch im Ausland bekannt gemacht wurde. Der Unterricht an der Einrichtung lag auf einem hohen Niveau, wie Gelehrte wie Christian Fürchtegott Gellert, Christian Gottlob Heyne oder Abraham Gotthelf Kästner bescheinigten.
Die neue Bildungseinrichtung, die sich sowohl die berufliche Bildung als auch die akademische Vorbildung zum Ziel gesetzt hatte, wurde zunächst positiv aufgenommen und gut besucht. Allerdings erfüllte sie nicht die Ansprüche an das versprochene Niveau; zudem war der Besuch der Einrichtung sehr kostspielig. Das Collegium Carolinum entwickelte sich zunehmend zu einem finanziellen Zuschussgeschäft. Daher wurde im Jahr 1774 versucht, die Zahl der Schüler zu erhöhen, indem die Studiengebühren und Unterbringungskosten gesenkt wurden. Zugleich wurden Kinder aus bürgerlichen Familien, die ein Studium an der Landesuniversität in Helmstedt anstrebten, verpflichtet, das Collegium zu absolvieren. Eine für 1791 geplante Fusion mit der Universität Helmstedt wurde jedoch nicht verwirklicht. Es gab eine eigene Klasse für englischsprachige Schüler, die das Collegium besuchten. Diese wurden in der deutschen Sprache und Literatur ausgebildet. Von 1782 bis 1790 leitete Johann Joachim Eschenburg diesen Unterricht.:24
Die Einrichtung verfügte über eine Bibliothek, die am 18. Mai 1748 mit der Unterzeichnung der Instruction für den Bibliothecarium des Collegii Carolini durch Herzog Karl I. genehmigt wurde. Die Buchauswahl für den Grundstock hatte Johann Friedrich Wilhelm Jerusalem aus der Bibliothek des Herzogs Ludwig Rudolph übernommen.
Der bisherige Gebäudekomplex wurde später abgerissen. Die Abschiedsrede wurde am 19. Oktober 1877 von Louis Philippe Sy gehalten, der seit 39 Jahren dort gewirkt hatte. Er schloss mit den Worten:

„Du aber, theure Stätte, die du einst gestrahlt wie eine glänzende Leuchte – lebe wohl! […]
Liegst Dir Gestern klar und offen,
Wirkst Du Heute froh und frei:
Darfst auch auf ein Morgen hoffen,
Das nicht minder glücklich sei!“

Zunächst gab es im Jahr 1882 Planungen für eine Nachnutzung der nun leerstehenden Räumlichkeiten des Collegium Carolinum durch ein neu zu gründendes humanistisches Gymnasium. Diese schlossen einen Museumsneubau für das Herzogliche Museum und einen Schulneubau ein. Die Verwirklichung scheiterte jedoch an einem Gutachten, das eine Verlagerung weiter in den Ostteil des Stadtgebiets vorschlug.

## Struktur von 1754 bis 1834
Die Ausrichtung des Unterrichts lag insbesondere bei den Geisteswissenschaften. Zum Bildungsangebot gehörten Vorlesungen über technische, naturwissenschaftliche, sprach- und geisteswissenschaftliche, theologische und medizinische Themen, aber auch die Leibesertüchtigung der Studierenden, Unterricht in den Bereichen Musik, Tanz, Fechten, Reiten und Unterweisungen im Drechseln und Glasschleifen. Die sogenannten Lehrbeauftragten gehörten nicht zum festen Lehrkörper der Einrichtung, sie hatten lediglich die Erlaubnis, Vorlesungen dort abzuhalten.
Die Inhalte der Vorlesungen wurden an den Fortschritt der Technik und neue Erkenntnisse in den Natur- und Geisteswissenschaften des 18. und 19. Jahrhunderts angepasst. In der Zeit der Besetzung Braunschweigs durch napoleonische Truppen (1807–1813) diente das Collegium zwischenzeitlich als Militärakademie.
| Fachrichtung                  | 1745                    | 1774                    | 1784                    | 1794                    | 1808                    | 1834                    |
| ordentliche Professoren       | ordentliche Professoren | ordentliche Professoren | ordentliche Professoren | ordentliche Professoren | ordentliche Professoren | ordentliche Professoren |
| ----------------------------- | ----------------------- | ----------------------- | ----------------------- | ----------------------- | ----------------------- | ----------------------- |
| Geisteswissenschaften         | 7                       | 8                       | 8                       | 7                       | 7                       | 5                       |
| Naturwissenschaft und Technik | 1                       | 1                       | 1                       | 2                       | 3                       | 3                       |
| außerordentliche Professoren  |                         |                         |                         |                         |                         |                         |
| Geisteswissenschaften         | 0                       | 1                       | 2                       | 1                       | 1                       | 1                       |
| Naturwissenschaft und Technik | 0                       | 0                       | 0                       | 0                       | 0                       | 2                       |
| Hofmeister / Dozenten         |                         |                         |                         |                         |                         |                         |
| Geisteswissenschaften         | 1                       | 0                       | 0                       | 0                       | 0                       | 1                       |
| Naturwissenschaft und Technik | 0                       | 0                       | 0                       | 0                       | 0                       | 1                       |
| Lektoren                      |                         |                         |                         |                         |                         |                         |
| Geisteswissenschaften         | 1                       | 1                       | 0                       | 0                       | 0                       | 0                       |
| Naturwissenschaft und Technik | 0                       | 0                       | 0                       | 0                       | 0                       | 0                       |
| Lehrbeauftragte               |                         |                         |                         |                         |                         |                         |
| Geisteswissenschaften         | 0                       | 1                       | 1                       | 2                       | 1                       | 1                       |
| Naturwissenschaft und Technik | 0                       | 1                       | 1                       | 1                       | 2                       | 1                       |
| Vorlesungen                   |                         |                         |                         |                         |                         |                         |
| Geisteswissenschaften         | 16                      | 43                      | 34                      | 26                      | 24                      | 29                      |
| Naturwissenschaft und Technik | 2                       | 7                       | 6                       | 7                       | 10                      | 14                      |
| Wochenstunden                 |                         |                         |                         |                         |                         |                         |
| Geisteswissenschaften         | 67                      | 174                     | 118                     | 83                      | 56                      | 64                      |
| Naturwissenschaft und Technik | 12                      | 28                      | 16                      | 24                      | 35                      | 34                      |
|                               | 1745                    | 1774                    | 1784                    | 1794                    | 1808                    | 1834                    |

Nach der Erweiterung und Reorganisation änderte sich der Schwerpunkt und es kamen im Jahr 1835 weitere technische Abteilungen hinzu, in denen Ingenieure, Chemiker, Baumeister, Landwirte und Pharmazeuten ausgebildet wurden. Friedrich Julius Otto war der erste Professor im Bereich Pharmazie, der Vorlesungen dort abhielt. Von 1862 bis 1877 wurde das Collegium Carolinum als „Herzogliche Polytechnische Schule“ weitergeführt. 1877 erfolgte mit dem Umzug in das neu errichtete Gebäude in der Pockelsstraße die Umwandlung in die Technische Hochschule Carolo-Wilhelmina.

## Professoren (Auswahl)
Teilweise zunächst Hofmeister genannt
- Johann Heinrich Blasius (1809–1870); seit 1836 außerordentlicher Professor und ab 1842 ordentlicher Professor für beschreibende Naturwissenschaften
- Johann Arnold Ebert (1723–1795);[13] 1748 zunächst als Hofmeister, seit 1753 Professor für Gelehrtengeschichte und ab 1770 für die griechische Sprache
- Johann Joachim Eschenburg (1743–1820);[7] übernahm ab 1770 zunächst den öffentlichen Vortrag über Literaturgeschichte, er war ab 1773 als außerordentlicher und 1777 als ordentlicher Professor angestellt.
- Johann Heinrich Gottlieb Fricke (1763–1823), ab 1803 Professor der Medizin, später Professor der Chemie und der Physik
- Karl Christian Gärtner (1712–1791);[13] 1745 als Hofmeister und Dozent, ab 1748 Professur für Redekunst und Sittenlehre
- August Heinrich Christian Gelpke (1769–1842);[14] ab 1802 als Lehrer der Astronomie und des Glasschleifens, später auch als Professor der Mathematik
- Friedrich Konrad Griepenkerl (1782–1849); seit 1825 ordentlicher Professor der Philosophie, der schönen Wissenschaften, der deutschen Sprache und Literatur
- Ferdinand Kunz (1755–1825); seit 1804 Lehrer der Technologie und Handelswissenschaften und später der Militärgeographie
- Eleazar de Mauvillon (1712–1779); französischer Sprachlehrer
- Konrad Arnold Schmid (1716–1789);[15][13] ab 1761 Professor für Religionswissenschaften und römische Literatur
- Constantin Uhde (1836–1905);[16] zunächst als Dozent, von 1871 bis 1901 als Professor für Antike Baukunst angestellt
- Justus Friedrich Wilhelm Zachariae (1726–1777);[13] 1748 zunächst als Hofmeister, ab 1761 als Professor für Dichtkunst angestellt
- Eberhard August Wilhelm von Zimmermann (1743–1815); ab 1766 Professor für Mathematik, Physik und Naturgeschichte.

## Absolventen (Auswahl)
- Heinrich Büssing (1843–1929), Erfinder und Unternehmer, war von 1863 bis 1869 hier für die Fächer Maschinenbau und Bautechnik eingeschrieben.[17]
- Richard Dedekind (1831–1916), Mathematiker, studierte hier 1848/1849 Mathematik und Naturwissenschaften und war von 1862 bis 1894 Professor für Mathematik.[18]
- Carl Friedrich Gauß (1777–1855), Mathematiker, Statistiker, Astronom, Geodät, Elektrotechniker und Physiker, studierte hier von 1792 bis 1795.[19]
- Friedrich Julius von Kniestedt (1765–1825), Gutsbesitzer, beendete die Schule 1780 und war anschließend Richter in Wolfenbüttel
- Carl Theodor Ottmer (1800–1843), Architekt und braunschweigischer Hofbaumeister, Eintritt 1816, war ab 1841 auch als Architekturlehrer und Dozent für Ästhetik der Baukunst tätig.[20]
- Ludwig August Kraus (1777–1845), Mediziner und Autor, besuchte das Collegium und begann dort 1800 sein Medizinstudium
- Karl zu Solms-Rödelheim (1790–1844), hessischer Standesherr und Gutsbesitzer aus dem Haus Solms-Rödelheim, besuchte 1806 bis 1808 das Collegium

## Veröffentlichungen (Auswahl)
- Vorlaeuffige Nachricht von dem Collegio Carolino zu Braunschweig. Friedrich Wilhelm Meyer, Braunschweig 1745 (tu-braunschweig.de [PDF]).
- Herzogliches Collegium Carolinum (Hrsg.): Gesetze für diejenigen, welche ins Collegium Carolinum aufgenommen werden. Braunschweig 1745 (tu-braunschweig.de [PDF]).
- August Wilhelm Julius Uhde: Die höhere Lehranstalt oder die technische Abtheilung des Herzogl. Collegii Carolini zu Braunschweig. Vieweg & Sohn, Braunschweig 1836 (digitale-sammlungen.de – Insbesondere Einleitung: Gründung, ursprüngliche Bestimmung und die gegenwärtige Einrichtung des Collegii Carolini).
- Herzogliche Polytechnische Schule Braunschweig (Hrsg.): Verwaltungs-Ordnung für das Herzogliche Collegium Carolinum zu Braunschweig. Herzogl. Waisenhaus-Buchdruckerei, Braunschweig 1872 (tu-braunschweig.de [PDF]).
- Richard Dedekind: Festschrift zur Saecularfeier des Geburtstages von Carl Friedrich Gauss dargebracht vom Herzoglichen Collegium Carolinum zu Braunschweig: Über die Anzahl der Ideal-Classen in den verschiedenen Ordnungen eines endlichen Körpers. Friedrich Vieweg und Sohn, Braunschweig 1877, doi:10.24355/dbbs.084-200908200200-2.